# نظام لورينتز

رسم يوضح جاذب لورينتز من أجل القيم ρ=28, σ = 10, β = 8/3

جاذب لورينتز (بالإنجليزية: Lorenz attractor)‏ هو جاذب سمي على اسم إدوارد لورينتز وهو عبارة عن بنية ثلاثية الأبعاد تعبر عن سلوك التدفق الشواشي طويل الأمد، ويشتهر بشكله الذي يشبه الفراشة.

## نظرة عامة

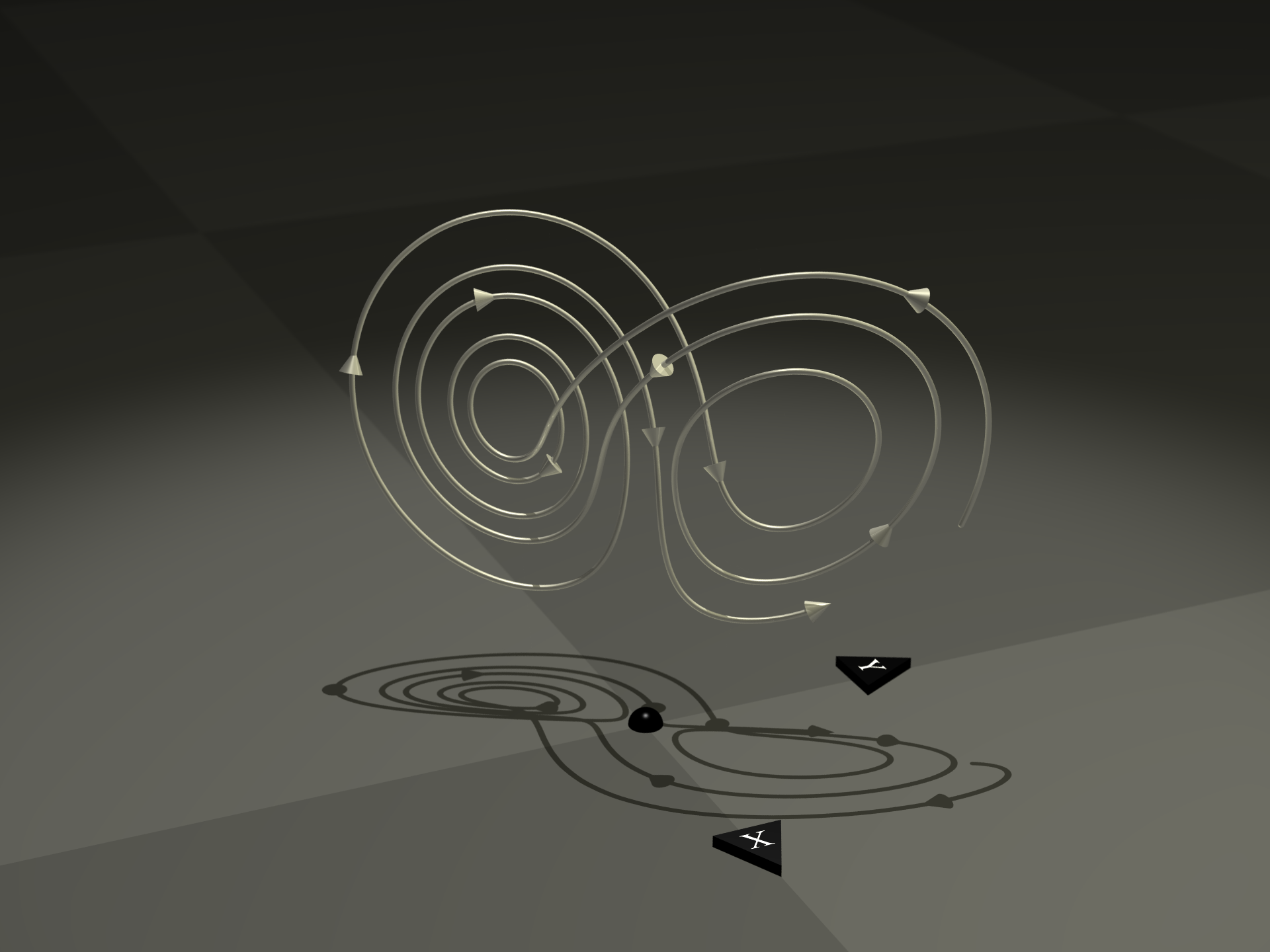
مسار معادلات لورينتز ممثلة باستخدام سلك معدني لتظهر اتجاه البنية في الفضاء الثلاثي الأبعاد.

تم تقديم الجاذب نفسه والمعادلات التي تصفه من قبل إدوارد لورينتز في العام 1963 الذي قام باستنتاجه من تبسيط لمعادلات الحمل التي تظهر في دراسة غلاف الأرض الجوي. بالإضافة إلى أهميتها في الرياضيات اللاخطية، فإن نموذج لورينتز له أهمية خاصة في دراسة الطقس والتنبؤ الجوي. كما أن النظام يظهر في دراسة الليزر والمولد الكهربائي.
من وجهة نظر تقنية فإن النظام هو نظام لا خطي، ثلاثي الأبعاد، و حتمي.

## المعادلات الشواشية

مسار جاذب لورينتز بإضافة التحجيم

المعادلات التي تتحكم بجاذب لورينتز هي:
{\displaystyle {\frac {dx}{dt}}=\sigma (y-x)}
{\displaystyle {\frac {dy}{dt}}=x(\rho -z)-y}
{\displaystyle {\frac {dz}{dt}}=xy-\beta z}
حيث أن {\displaystyle \sigma } تدعى رقم براندتل Prandtl number و {\displaystyle \rho } تدعى رقم رايلي Rayleigh number.
جميع قيم {\displaystyle \sigma }, {\displaystyle \rho }, {\displaystyle \beta } > 0, لكن عادة يكون {\displaystyle \sigma } = 10,
{\displaystyle \beta } = 8/3 وقيمة {\displaystyle \rho } متحولة. يظهر النظام سلوكاً شواشياً من أجل {\displaystyle \rho } = 28 لكن يظهر سلوكاً عقدياً دورياً من أجل القيم الأخرى لـ {\displaystyle \rho }. فعلى سبيل المثال من أجل القيمة {\displaystyle \rho =99.96} تصبح على شكل T(3,2) عقدة تورس.

## معرض صور

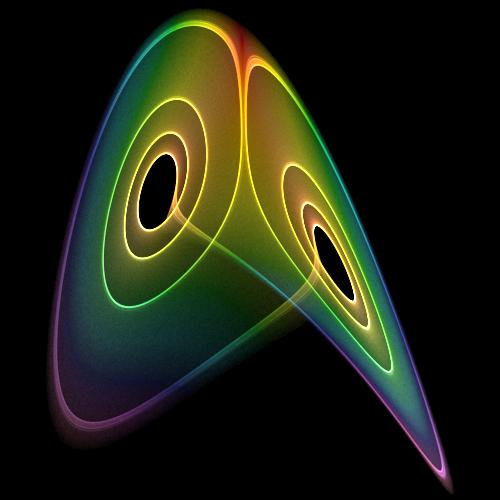
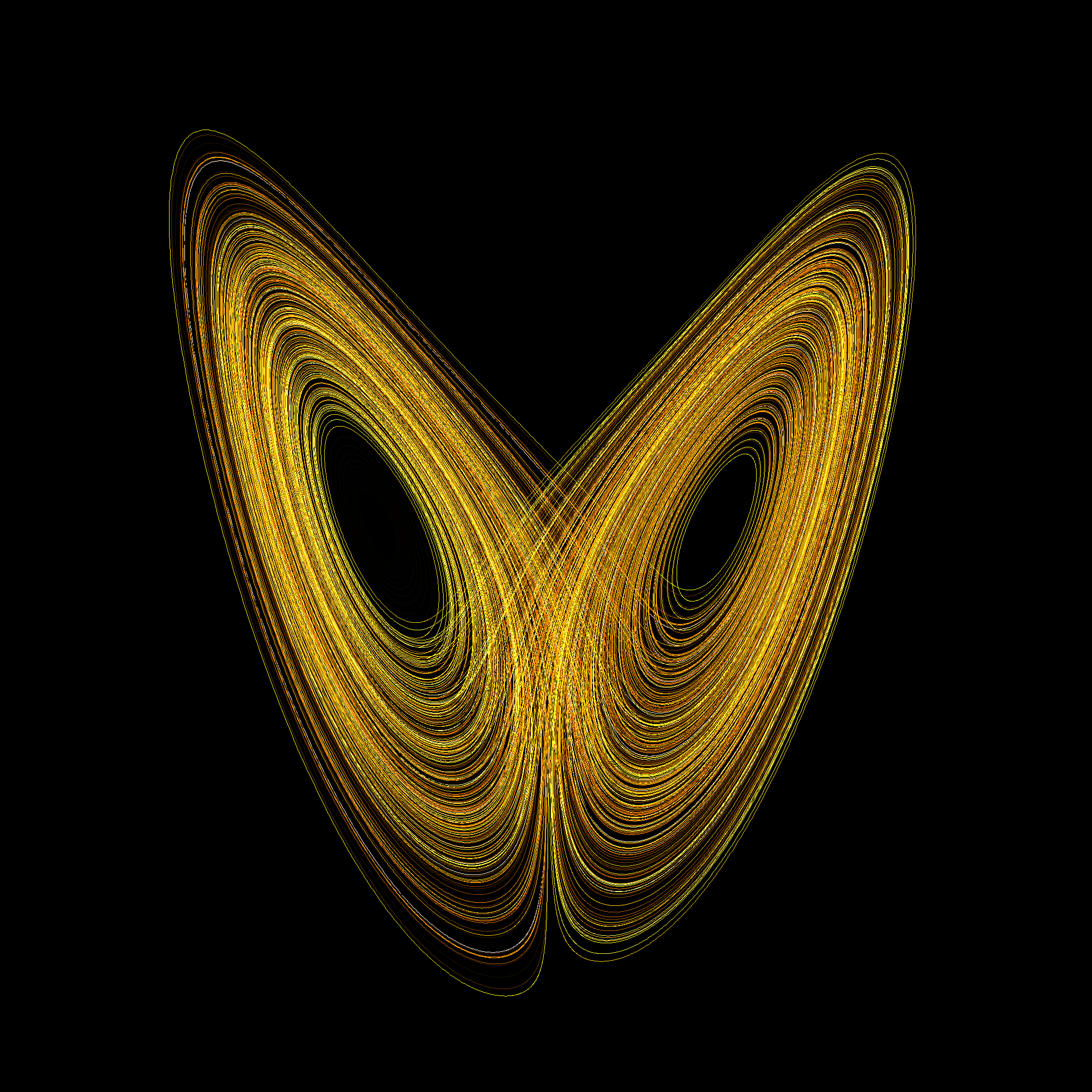

## تأثير الفراشة
| تأثير الفراشة | تأثير الفراشة     | تأثير الفراشة       |
| --- | ----------------- | ------------------- |
| الزمن t=1 (تكبير) | الزمن t=2 (تكبير) | الزمن t=3 (Enlarge) |
| |                   |                     |
| تم إنتاج هذه الرسومات باستخدام قيم ρ=28, σ = 10 و β = 8/3 — تظهر ثلاث أقسام للدوران الثلاثي الأبعاد لمسار ثنائي الأبعاد (أحدهما بالأزرق والآخر بالأصفر) في جاذب لورينتز مبتدأً عند نقطتين يختلفان عن بعضهما بمقدار 10-5 على محور السينات. |                   |                     |

## وصلات خارجية
- إيريك ويستاين، Lorenz attractor، ماثوورلد Mathworld (باللغة الإنكليزية).